# Kleinbahn Groß Raum–Ellerkrug
| Kursbuchstrecke: | DR 120c (1934)            |                              |                              |
| Streckenlänge: | 10,2 km                   |                              |                              |
| Spurweite: | bis 1945: 1435 mm 1520 mm |                              |                              |
| |                           |                              |                              |
| \| \| \| von Königsberg (Preußen) \| \| \| \| 0,0 \| Groß Raum (heute Rjabinowka) \| Groß Raum (heute Rjabinowka) \| \| \| \| nach Neukuhren \| \| \| \| 2,4 \| Schugsten \| Schugsten \| \| \| 3,4 \| Kanten-Fritzen \| Kanten-Fritzen \| \| \| 5,1 \| Bollgehnen \| Bollgehnen \| \| \| 6,6 \| Karmitten \| Karmitten \| \| \| 8,8 \| Powunden \| Powunden \| \| \| 10,2 \| Ellerkrug (ehem. Pers.-Halt) \| Ellerkrug (ehem. Pers.-Halt) \| |                           |                              |                              |
| Strecke |                           | von Königsberg (Preußen)     | von Königsberg (Preußen)     |
| Bahnhof | 0,0                       | Groß Raum (heute Rjabinowka) | Groß Raum (heute Rjabinowka) |
| Abzweig geradeaus und nach links |                           | nach Neukuhren               | nach Neukuhren               |
| ehemaliger Haltepunkt / Haltestelle | 2,4                       | Schugsten                    | Schugsten                    |
| ehemaliger Haltepunkt / Haltestelle | 3,4                       | Kanten-Fritzen               | Kanten-Fritzen               |
| ehemaliger Haltepunkt / Haltestelle | 5,1                       | Bollgehnen                   | Bollgehnen                   |
| ehemaliger Haltepunkt / Haltestelle | 6,6                       | Karmitten                    | Karmitten                    |
| ehemaliger Haltepunkt / Haltestelle | 8,8                       | Powunden                     | Powunden                     |
| Betriebs-/Güterbahnhof Streckenende | 10,2                      | Ellerkrug (ehem. Pers.-Halt) | Ellerkrug (ehem. Pers.-Halt) |

Die Kleinbahn Groß Raum–Ellerkrug existierte von 1916 bis 1945 im ostpreußischen Samland. Sie zweigte am Bahnhof Groß Raum (heute Rjabinowka) von der Bahnstrecke Königsberg–Cranz in Richtung Nordosten ab und erreichte nach etwa zehn Kilometern den Ort Ellerkrug (heute ein Teil von Chrabrowo).

## Geschichte
Bereits 1906 wurde der Bau einer schmalspurigen Kleinbahn erwogen, die an die Königsberger Kleinbahn anschließen sollte. Etwas später schlug die Königsberg-Cranzer Eisenbahngesellschaft (KCE) dem Kreistag die Strecke von Groß Raum bis nach Ellerkrug vor. Im Oktober 1910 stimmte der Kreistag diesem Projekt zu. 
Die Kleinbahn gehörte der am 4. April 1914 gegründeten Kleinbahn Groß Raum–Ellerkrug GmbH. Der Beginn des Ersten Weltkrieges verhinderte eine zügige Ausführung des Baues. Erst am 9. Mai 1916 wurde die Strecke eröffnet. Die Bahn wurde bis 1928 von der Königsberg-Cranzer Eisenbahngesellschaft und danach von der Ostdeutschen Eisenbahn-Gesellschaft betrieben, die auch die Fahrzeuge stellten. 
Am Anfang reichte eine zweiachsige Lokomotive und drei zweiachsige Personenwagen für den Betrieb. Jahrelang wurde die 1885 bei Krauss gebaute Lokomotive KANT dort eingesetzt, die an die Schoeller-Bleckmann Stahlwerke in Ternitz (Niederösterreich) verkauft wurde, wo sie bis 1954 im Betrieb war. Täglich verkehrten drei Zugpaare. In Groß Raum bestand Anschluss an die Züge der KCE. 1928 wurden 49.490 Personen und 10.972 t Güter befördert. 
1934 bis 1936 wurde der Militärflugplatz Powunden angelegt, das brachte zusätzliche Transporte von Baumaterial und Betriebsstoffen, dazu war ein Anschlussgleis von Ellerkrug bis zum Flugplatzgelände errichtet worden. Mit den so erwirtschafteten Mitteln wurde der Oberbau verstärkt. 1941 wurden 148.334 Personen und 104.054 t Güter befördert. Am 27. Januar 1945 fuhr der letzte Zug kurz vor dem Einmarsch der Roten Armee von Ellerkrug nach Kranz.
Bald nach dem Zweiten Weltkrieg wurde die Strecke auf russische Breitspur von 1524 mm umgebaut. Die Strecke ist nach wie vor im Güterverkehr zur Versorgung des Flughafens in Betrieb.